# Coahuilix
Coahuilix is een geslacht van weekdieren uit de klasse van de Gastropoda (slakken).

## Soorten
- Coahuilix hubbsi D. W. Taylor, 1966
- Coahuilix landyei Hershler, 1985